# Christophe Dasque
Pour les articles homonymes, voir Dasque.
Pas d'image ? Cliquez ici

a Compétitions nationales et continentales officielles uniquement.

Dernière mise à jour le 13 janvier 2024.
Christophe Dasque est un joueur de rugby à XV français, né le 5 janvier 1987, qui évolue au poste d'arrière (1,86 m pour 87 kg).